# Ukiyo

Onnayu (El bany de les dames), una xilografia acolorida ukiyo-e per Torii Kiyonaga (1752–1815)

Ukiyo (浮世, "Món Flotant") descriu l'estil de vida urbà, especialment en els aspectes de la recerca del plaer, del Període Edo del Japó (1600–1867). La cultura ukiyo es va desenvolupar al districte llicenciós de Yoshiwara, d'Edo (el modern Tòquio), on hi havia moltes cases de prostitució, teatres chashitsu, i kabuki. Un important escriptor del gènere ukiyo va ser Ihara Saikaku. La cultura ukiyo també es va estendre a Osaka i Kyoto. Les famoses xilografies japoneses conegudes com a ukiyo-e, o "imatges del Món Flotant", tenen el seu origen en aquest districtes i sovint mostren imatges de geisha, actors de kabuki, lluitadors de sumo, samurai, chōnin i prostitutes. El terme ukiyo (que significa el Món Flotant) també és una irònica al·lusió a l'homòfon ukiyo (憂き世, "Món Trist"), el pla terrenal de mort i renaixement de la qual el budisme japonès cerca alliberar-se.